# 寧紹平原
寧紹平原是中国浙江东北部一片東西向的狹窄海岸平原。
宁绍平原北起錢塘江南岸，南接四明和会稽山地，西起蕭山，东至东海海滨，其中段向北突出于杭州湾中，总面积4824平方公里，因东为宁波，西为绍兴市而得名。
宁绍平原由錢塘江、浦陽江、曹娥江及甬江等河沖積而成，在地理形式上自成格局。該地區的氣候為中亚热带季风气候，温和湿润，多旱涝及台风。
宁绍平原上的主要城市包括宁波市、绍兴市以及杭州市萧山区、滨江区等。